# 소사역
소사(서울신학대)역(Sosa(Seoulsinhaqdae)Station, 素砂(서울神學大)驛)은 경기도 부천시 소사구 소사본동에 있는 경인선 상 수도권 전철 1호선, 서해선 상 수도권 전철 서해선의 전철역이다. 인근에 서울신학대학교가 있다.

## 연혁
- 1997년 4월 30일: 영업 개시
- 2018년 6월 16일: 수도권 전철 서해선 소사(서울신학대)~원시역 구간 개통과 함께 환승역이 됨
- 2023년 7월 1일: 수도권 전철 서해선 소사 ~ 대곡 구간 개통과 함께 중간역이 됨
- 2026년 3월 31일: 대곡~홍성 서해선 KTX 개통 예정

## 역 구조
역사는 1호선이 지상 3층, 수도권 전철 서해선이 지하 2층으로 이루어져 있다. 출구는 경인선 측 3개, 수도권 전철 서해선 측 4개 모두 7개이다. 경인선 대합실이 지상 2층, 승강장이 지상 3층에, 수도권 전철 서해선 대합실이 지하 1층, 승강장이 지하 2층에 있다.

### 배선도
소사역과 경인선의 배선도는 다음과 같다.

### 1호선 승강장
2면 4선식의 쌍섬식 승강장으로 운영되며, 외선 승강장에 스크린도어가 설치되어 있다.
| ↑ 역곡          |
| １２ \| ３４ \| |
| 부천 ↓          |

| 1     | ● 수도권 전철 1호선 | 구로 · 용산 · 광운대 · 연천 방면 |  |
| 2 · 3 | ● 수도권 전철 1호선 | 급행열차 통과선                  |  |
| 4     | ● 수도권 전철 1호선 | 부천 · 동인천 · 인천 방면        |  |

### 서해선 광역전철 승강장
2면 2선의 상대식 승강장을 갖추고 있다. 승강장에는 스크린도어가 설치되어 있다.
| ↑ 부천종합운동장 |
| \| 하            |
| 소새울 ↓         |

| 상행 | ● 수도권 전철 서해선 | 김포공항 · 대곡 · 일산 방면 |
| 하행 | ● 수도권 전철 서해선 | 시흥시청 · 초지 · 원시 방면 |

## 역 주변
- 서울신학대학교
- 세종병원
- 소명여자중학교
- 소명여자고등학교
- 소사어울마당, 소사본동주민자치센터 (옛 소사구청)
- 소사보건소
- 소사주민지원센터
- 부천레포츠공원
- 부천시립원미도서관
- 부천성모병원
- 부천혜림학교

## 이용객 변동
| 노선   | 노선   | 일평균 인원수 (명/일) | 일평균 인원수 (명/일) | 일평균 인원수 (명/일) | 일평균 인원수 (명/일) | 일평균 인원수 (명/일) | 일평균 인원수 (명/일) | 일평균 인원수 (명/일) | 일평균 인원수 (명/일) | 일평균 인원수 (명/일) | 일평균 인원수 (명/일) | 각주                  | 각주                  | 각주  |
| 노선   | 노선   | 2000년                | 2001년                | 2002년                | 2003년                | 2004년                | 2005년                | 2006년                | 2007년                | 2008년                | 2009년                | 각주                  | 각주                  | 각주  |
| ------ | ------ | --------------------- | --------------------- | --------------------- | --------------------- | --------------------- | --------------------- | --------------------- | --------------------- | --------------------- | --------------------- | --------------------- | --------------------- | ----- |
| 1호선  | 승차   | 16,998                | 20,933                | 23,500                | 24,796                | 20,420                | 20,461                | 19,438                | 19,682                | 19,809                | 18,983                | [ 2 ]                 | [ 2 ]                 | [ 2 ] |
| 1호선  | 하차   | 13,003                | 18,042                | 19,083                | 22,255                | 19,282                | 19,806                | 19,969                | 19,189                | 19,371                | 18,786                | [ 2 ]                 | [ 2 ]                 | [ 2 ] |
| 노선   | 노선   | 일평균 인원수 (명/일) | 일평균 인원수 (명/일) | 일평균 인원수 (명/일) | 일평균 인원수 (명/일) | 일평균 인원수 (명/일) | 일평균 인원수 (명/일) | 일평균 인원수 (명/일) | 일평균 인원수 (명/일) | 일평균 인원수 (명/일) | 일평균 인원수 (명/일) | 일평균 인원수 (명/일) | 일평균 인원수 (명/일) | 각주  |
| 노선   | 노선   | 2010년                | 2011년                | 2012년                | 2013년                | 2014년                | 2015년                | 2016년                | 2017년                | 2018년                | 2019년                | 2020년                | 2021년                | 각주  |
| 1호선  | 승차   | 17,935                | 17,423                | 16,159                | 14,716                | 14,392                | 13,595                | 13,251                | 13,221                | 13,055                | 12,860                | 9,509                 | 9,799                 | [ 2 ] |
| 1호선  | 하차   | 17,704                | 17,302                | 16,063                | 14,445                | 14,084                | 13,427                | 12,991                | 12,928                | 12,498                | 12,191                | 8,974                 | 9,307                 | [ 2 ] |
| 서해선 | 승하차 | 미개통                | 미개통                | 미개통                | 미개통                | 미개통                | 미개통                | 미개통                | 미개통                | 28,054                | 33,276                |                       |                       | [ 3 ] |

## 인접한 역
| 경인선                       | 경인선                                             | 경인선               |
| ---------------------------- | -------------------------------------------------- | -------------------- |
| 146 역곡 연천 방면           | ● 수도권 전철 1호선 경원-경인선 완행 · 경원선 급행 | 148 부천 인천 방면   |
| 수도권 전철 서해선           |                                                    |                      |
| S15 부천종합운동장 일산 방면 | ● 수도권 전철 서해선                               | S17 소새울 원시 방면 |

## 사진

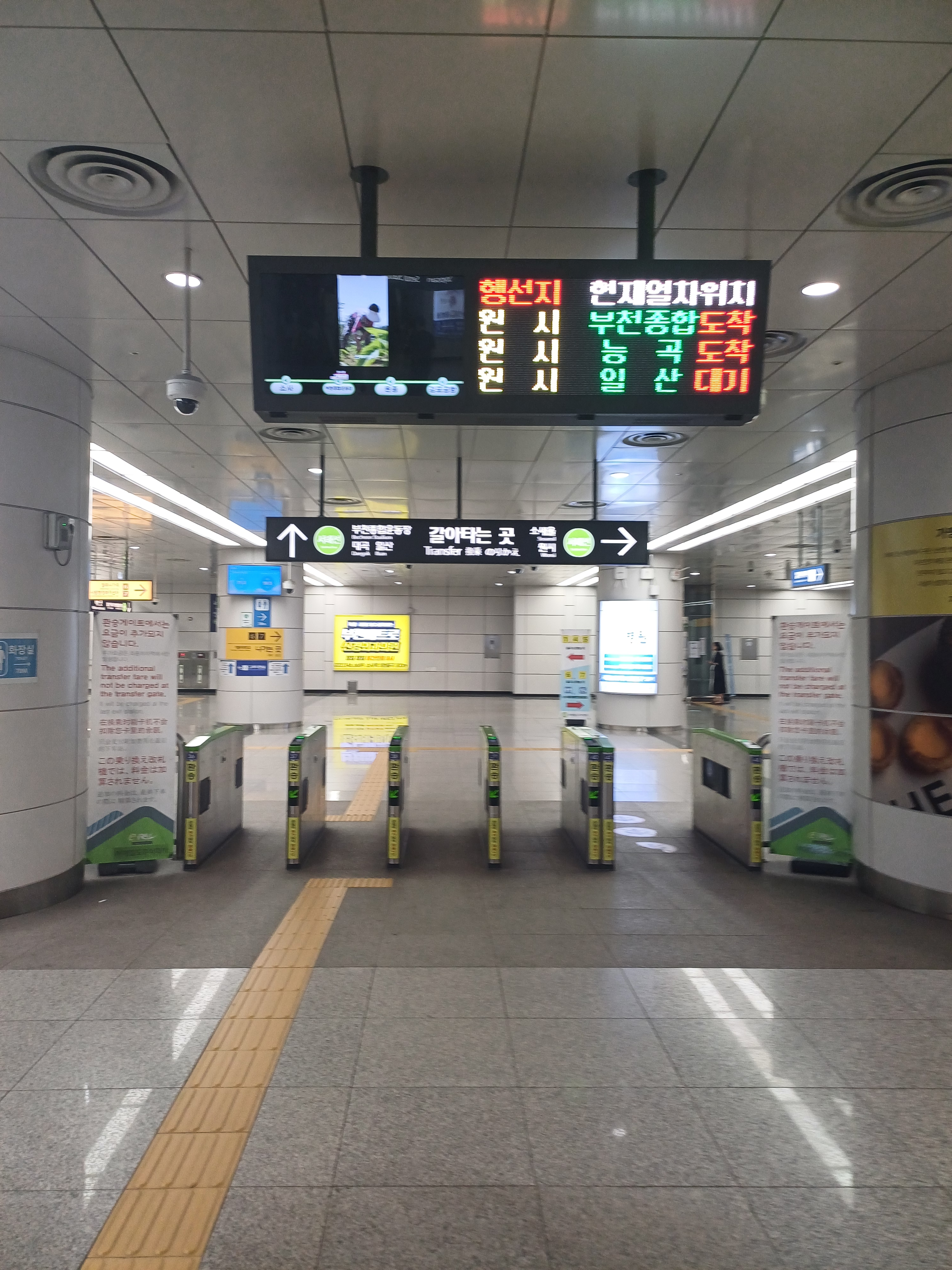
서해선 개찰구